# Martin Rettl
Martin Rettl (* 25. November 1973 in Innsbruck) ist ein ehemaliger österreichischer Skeletonfahrer.

## Karriere
Der ausgebildete Flugverkehrsleiter betrieb den Skeleton-Sport seit seinem 15. Lebensjahr. Am 13. November 2007 erklärte er seinen Rücktritt vom aktiven Skeletonsport.

### Erfolge
Olympische Spiele
- Silbermedaille bei den Olympischen Spielen 2002 in Salt Lake City
- 13. Platz bei den Olympischen Spielen 2006 in Turin

Weltmeisterschaften
- Weltmeister bei der WM in Calgary 2001
- 15. Platz bei der WM in Nagano 2003
- 15. Platz bei der WM in Königssee 2004
- 12. Platz bei der WM in Calgary 2005

Europameisterschaften
- 5. Platz 2003
- 6. Platz 2004
- 5. Platz 2006

Weltcup
- Weltcup-Gesamt-Fünfter 2000/01
- Weltcup-Gesamt-Dritter 2001/02
- Weltcup-Gesamt-Vierter 2002/03
- 2. Platz beim Weltcupbewerb in Park City 2001, 2002
- 2. Platz beim Weltcupbewerb in Igls 2001
- 2. Platz beim Weltcupbewerb in Calgary 2001
- 3. Platz beim Weltcupbewerb in Igls 2006

National
- 5-facher Staatsmeister (2001–2005)

## Auszeichnungen (Auszug)
- 2001: Goldenes Ehrenzeichen für Verdienste um die Republik Österreich[3]